# Rudolf Sandalo
Rudolf Sandalo (* 15. August 1898 in Bielitz; † 30. Dezember 1980 in Frankfurt am Main) war ein deutsch-tschechoslowakischer Architekturfotograf.

## Leben und Wirken
Geboren in Bielitz in Österreichisch-Schlesien als Sohn aus Prag bzw. aus Wiener Neustadt stammender Eltern besuchte er die k.k. Zweite Deutsche Staats-Oberrealschule in Brünn, wo er 1917 sein Abitur ablegte. Anschließend trat er in das Fotostudio seines Vaters ein und begann sich für das Fotografieren von Bauten der Moderne zu interessieren. So dokumentierte er in den 1920er und 1930er Jahren die Architektur von Bohuslav Fuchs, Ernst Wiesner, Max Tinter, Oskar Poříska und der berühmten Villa Tugendhat Ludwig Mies van der Rohes in Brünn.
1932 zog er nach dem Tod des Vaters nach Prag und verlegte das Brünner Fotostudio dorthin. Offenbar erhielt als Staatenloser keine Zulassung als Fotograf und versuchte sein Glück zumindest zeitweise im nationalsozialistischen Deutschland. Nach dem deutschen Einmarsch in der Tschechoslowakei arbeitete er – nun im Besitz eines deutschen Passes – auch als Kunsthändler. Seine Biographen vermuten, dass er während des Krieges auch mit ehemals jüdischem Eigentum handelte und als Angehöriger des Reichssicherheitsdienstes aktiv war.
Nach Kriegsende in einem Gefangenenlager im nun polnischen Gleiwitz inhaftiert gelangte er unter unbekannten Umständen in die amerikanische Besatzungszone und nahm seine Tätigkeit in Frankfurt am Main wieder auf, wo er in den 1950er und 1960er Jahren in offiziellem Auftrag unter anderem Behördengebäude fotografierte. Gerüchte über eine etwaige Agententätigkeit sind bisher nicht belegt.
Im Jahr 2025 wird eine Ausstellung über seine Zusammenarbeit mit Bohuslav Fuchs in Brünn gezeigt.